# Australiphthiria pallipes
Australiphthiria pallipes är en tvåvingeart som först beskrevs av Jacques-Marie-Frangile Bigot 1892.  Australiphthiria pallipes ingår i släktet Australiphthiria och familjen svävflugor. Inga underarter finns listade i Catalogue of Life.